# Stornoway (Quebec)
Stornoway es un municipio canadiense situado en la provincia de Quebec.

## Superficie
Stornoway tiene una superficie de 180,15 km².

## Demografía
En 2021, tenía 535 habitantes, una densidad poblacional de 3 hab./km², y 272 viviendas.